# Magnolia zoquepopolucae
Espèce
Magnolia zoquepopolucae est une espèce de plantes à fleurs de la famille des Magnoliaceae. C'est un arbre originaire du Mexique.

## Description
C'est un arbre.

## Répartition et habitat
C'est une plante originaire du Mexique.